# Luciano Figueroa
Luciano Gabriel ("Lucho") Figueroa Herrera (Santa Fe, 19 mei 1981) is een Argentijnse voetballer, die op dit moment speelt voor Club Sport Emelec.

## Clubcarrière
Figueroa begon zijn professionele loopbaan bij Rosario Central. Hij stond bij deze club in de spits, samen met César Delgado. In de Clausura van 2003 werd hij topscorer van Argentinië met 17 goals, waaronder vijf tegen topclub Boca Juniors. In de zomer van 2003 verhuisde Figueroa naar Birmingham City voor 2.5 miljoen pond. Toen de deal rond was, begon de Spaanse club Osasuna zich ermee te bemoeien. Deze club claimde namelijk dat Figueroa al voor hen had getekend, voordat hij in Birmingham zijn contract ondertekende. In augustus 2003 sprak de FIFA voorzichtig uit, dat zij achter Birmingham stonden, maar toch duurde het nog tot oktober tot deze uitspraak officieel bevestigd werd.
Toen hij eenmaal voor Birmingham mocht spelen, werd hij meestal ingezet in het tweede elftal. Manager Steve Bruce dacht dat hij fysieke kracht tekortkwam voor het eerste elftal en daardoor speelde hij maar één competitiewedstrijd voor Birmingham. Hij vertrok naar Cruz Azul uit Mexico, waar hij opnieuw ging samenspelen met Delgado. Na een moeizame start begon Figueroa weer in vorm te komen en tijdens de clausura van 2004 scoorde hij negen goals in de laatste zeven wedstrijden. Aan het nieuwe seizoen begon hij ook weer goed met tien goals in veertien wedstrijden, waarna hij in november 2004 tekende voor Villarreal CF. In het seizoen 2004/05 hielp hij zijn nieuwe club naar een derde plaats in de Primera División en een seizoen later naar de halve finale van de UEFA Champions League. In de derde kwalificatieronde van dit toernooi scoorde hij de eerste Champions League goal ooit voor de club.
In januari 2006 werd Figueroa uitgeleend aan River Plate, vooral om zijn speelkansen op het WK 2006 te vergroten. Hij begon goed, met drie goals in zeven duels, maar raakte daarna geblesseerd, waardoor hij dat seizoen weinig meer zou spelen. Op 1 augustus 2006 werd hij door Villarreal verkocht aan Genoa. Hij was op dat moment nog steeds niet helemaal hersteld van zijn blessure, maar de verwachting was dat hij in oktober weer zou kunnen spelen. Later werd echter duidelijk dat hij nog een operatie moest ondergaan en dat hij het hele seizoen niet meer zou kunnen spelen. Uiteindelijk maakte hij op 28 oktober 2007 zijn debuut voor Genoa, de club die inmiddels in de Serie A speelde. Zijn eerste goal voor de club volgde zes weken later tegen Siena.
In oktober 2008 werd hij uitgeleend aan Boca Juniors.

## Interlandcarrière
Figueroa heeft voor het Argentijns voetbalelftal meegespeeld tijdens de Copa América 2004 en de Confederations Cup 2005. In 2004 deed hij ook mee aan de Olympische Spelen, die door Argentinië gewonnen werd. Voor zijn nationale elftal heeft Figueroa tot nu toe vijftien interlands gespeeld, waarin hij negen keer heeft gescoord. Figueroa miste het WK 2006 door een kruisbandblessure.

## Erelijst
- Olympische Spelen 2004
- Confederations Cup runner-up in 2005
- Copa América runner-up in 2004
- Clausura (Argentinië) topscorer in 2003